# Eucalyptus corrugata
Eucalyptus corrugata är en myrtenväxtart som beskrevs av Luehm.. Eucalyptus corrugata ingår i släktet Eucalyptus och familjen myrtenväxter. Inga underarter finns listade i Catalogue of Life.